# Gunung Kuripan
Gunung Kuripan is een bestuurslaag in het regentschap Ogan Komering Ulu van de provincie Zuid-Sumatra, Indonesië. Gunung Kuripan telt 1586 inwoners (volkstelling 2010).